# Bintje

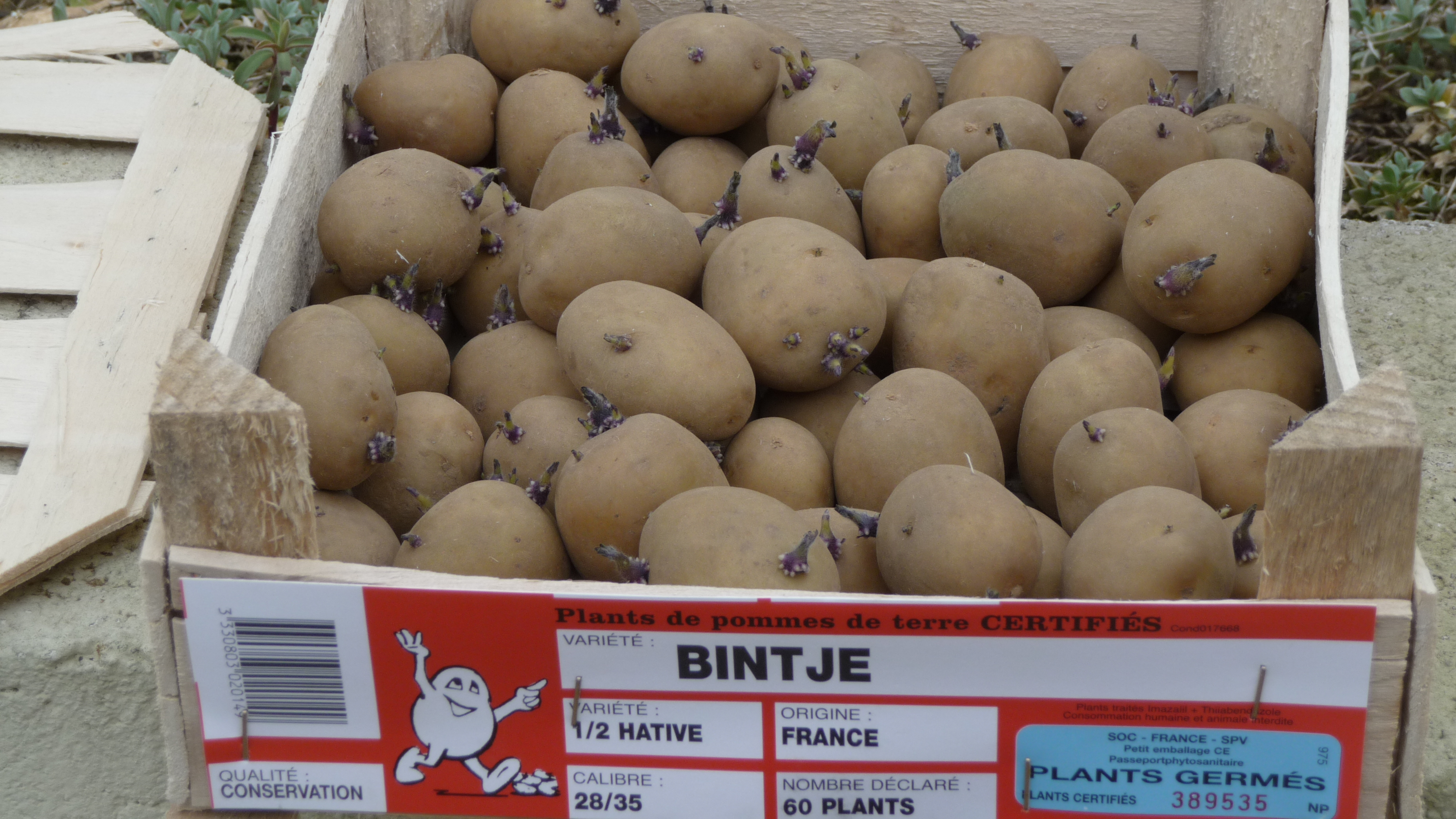
Bintje

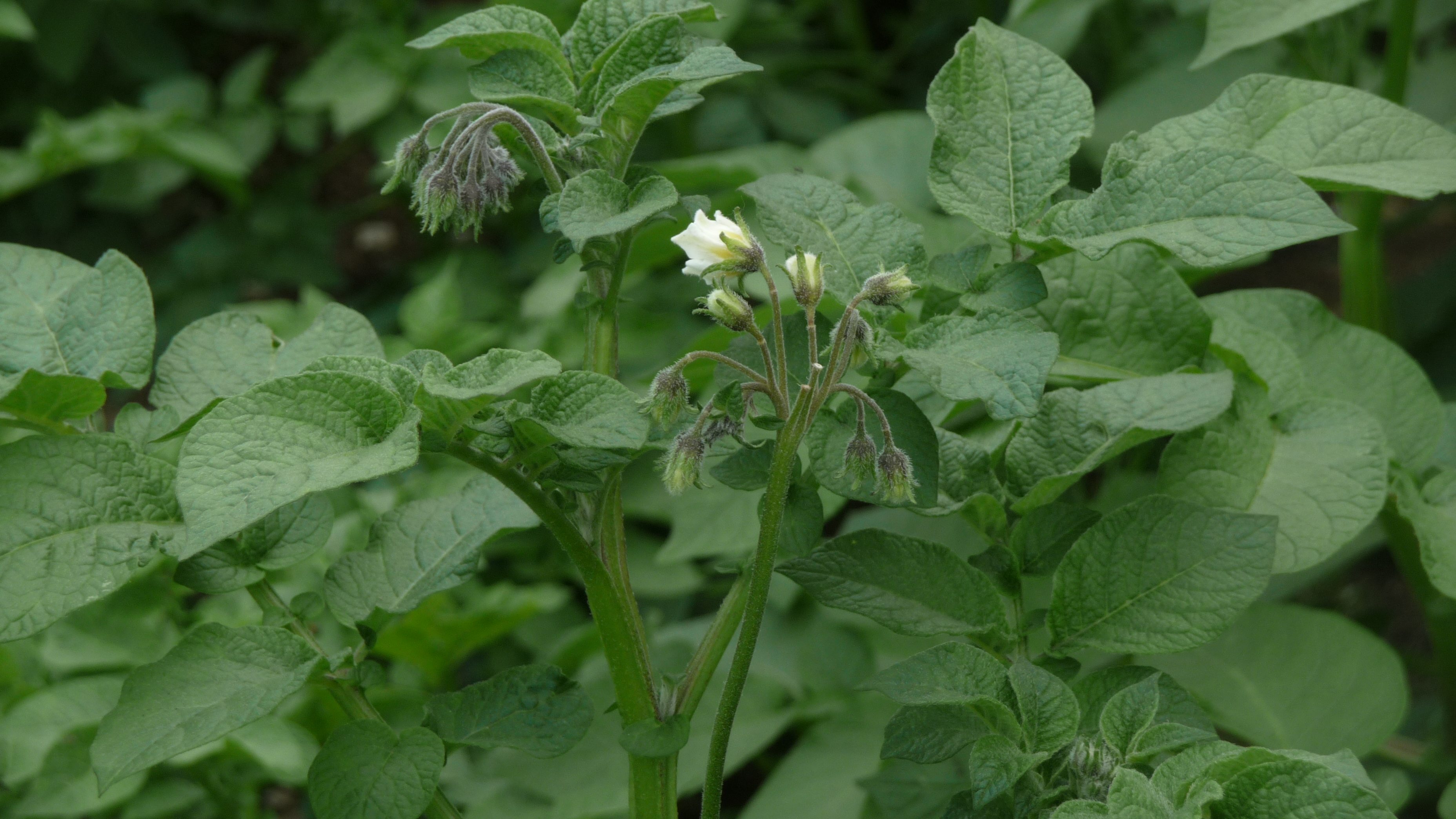
Pflanze und Blüte der Sorte Bintje

Die Bintje ist eine mittelfrühe Kartoffelsorte. Sie entstand aus einer Kreuzung der Sorten Munstersen und Fransen, die 1905 vom  niederländischen Botaniker Kornelis Lieuwes de Vries durchgeführt wurde.
Die Bintje weist eine gute Krautentwicklung auf und hat eine gelbe Schalenfarbe. Durch die große Knollengröße kann man mit der Bintje einen hohen Ertrag erreichen, wobei die Kartoffel meist für den frischen Verzehr, Pommes frites oder für die Herstellung von Chips verwendet wird. Sie ist zwischen dem Kochtyp C (mehlig kochend) und dem Kochtyp B (vorwiegend festkochend) einzuordnen. Bintje sind sehr anfällig gegen Kraut- und Knollenfäule sowie auch gegen Kartoffelnematoden, weisen aber eine gute Resistenz gegen Blaufleckigkeit auf.
Bintje wurde 2012 in Deutschland zur Kartoffel des Jahres gewählt.
Bintje war zusammen mit Quarta Züchtungsgrundlage für die Sorte Ditta.